# Октябрьский (Мошковский район)
Октябрьский — посёлок в Мошковском районе Новосибирской области. Административный центр Барлакского сельсовета.

## География
Площадь посёлка — 94 гектара.

## Население
| 2002 | 2007  | 2010  | 2021  |
| ---- | ----- | ----- | ----- |
| 1564 | ↗1645 | ↗1760 | ↗7448 |

## Инфраструктура
- Детский сад «Колокольчик»
- Детский сад «Светлячок»
- Культурно-досуговое объединение (в него входят дом культуры и сельский клуб)
- Врачебная амбулатория

## История появления
Посёлок был создан в 30-х годах прошлого века для строительства железной дороги и автотрассы 50Н-2141 (Новосибирск - Сокур). Изначально планировалось что центр посёлка будет на месте "копай-города". "Копай-город" - место на берегу р. Барлак где были землянки - первые дома первых октябрьцев.
Первый директор Барлакского совхоза, без согласования с районными властями принял решение перенести посёлок ближе к ж/д станции. Это намного облегчило жизнь жителям п. Октябрьского. За самоуправство первого директора выгнали из партии и хотели судить, но вмешалась Великая Отечественная война.